# Pak Yong-chol
Pak Yong-chol (16 maggio 1981) è un ex calciatore nordcoreano, di ruolo difensore.